# 氣息
〈氣息〉（日语：「ブレス」）是日本搖滾樂隊色情塗鴉的第四十七張單曲，也是動畫電影《劇場版 精靈寶可夢 我們的故事》（下稱《我們的故事》）之主題曲，由SME Records於2018年7月25日發行。此外在單曲CD正式發行之前，其主打歌〈氣息〉已率先由7月6日起開放網上下載版本。

## 概要
《我們的故事》於2018年7月13日在日本各地上映，開畫頭四日全國動員約73.35萬人及錄得約8.36億日元收入，最終動員約272萬人及錄得30.9億日元收入，並獲得高度評價。本單曲是色情塗鴉自2018年3月發行《變色龍鏡頭》（朝日電視台電視劇《假日之愛》主題曲）以來，相隔四個月後的首張單曲發行。它不只是《我們的故事》之主題曲，亦是電視動畫《精靈寶可夢 太陽&月亮》第八十二至八十六集在東京電視台首播版本的片尾曲。
本作以「通常盤」（SECL-2309）、附有DVD的「初回生產限定盤」（SECL-2307 - 2308）及附有DVD的「期間限定生產盤（動畫盤）」（SECL-2310 - 2311）共三種形式發行。其中「初回生產限定盤」之附屬DVD收錄樂隊在2017年8月舉行的「ROCK IN JAPAN FESTIVAL 2017」現場影片；而「期間限定生產盤」之附屬DVD則是使用《我們的故事》映像的歌曲MV。值得一提，這是他們自2015年4月《名偵探柯南：業火的向日葵》主題曲〈哦！勁敵〉發表三年後的頭一首動畫主題曲。由於日本年號在2019年5月變更為令和，本作便成為樂隊在平成時代的最後一張CD單曲。

## 樂曲解說
1. 〈氣息〉（日语：ブレス）
本曲是一首為《我們的故事》而創作的歌曲，跟上述前作《變色龍鏡頭（日语：カメレオン・レンズ）》都是主要用電腦編曲（日语：打ち込み）而製成。[5]電影的製作單位當初要求歌曲表達出像樂隊前作《國王&皇后/Montage（日语：キング&クイーン/Montage）》這樣明快的節奏，但樂隊卻認為要創作「能讓大多數人引起共鳴的流行歌曲」，及後樂隊成員根據這個想法製作多個版本，並從其中選出本曲作為主題歌。[5]另外，負責作曲的岡野昭仁（日语：岡野昭仁）說樂隊作品中令人舒爽的歌曲並不多，所以他在這裡嘗試寫下這一類型的歌曲，冀能令人耳目一新。[6]而作詞的新藤晴一（日语：新藤晴一）自言，他在寫歌詞時意識到自己不太融入寶可夢的世界觀，但歌詞後來卻意外地獲製作單位垂青。[5]
2. 〈水母〉（日语：海月）
本曲是一首具有電子舞曲風格的音樂，岡野表示這首歌表達到「生物是美好的！地球是美好的！」這類哲學。[5]
3. 〈Laila〉（日语：ライラ）
本曲是一首具有俄羅斯民謠風格的音樂，跟上述兩首歌曲不同，它是透過使用現場樂器來進行錄製，間奏部分也使用著名民謠《貨郎》（即《俄羅斯方塊》背景歌曲）之旋律。[5]歌曲展現每個人都載歌載舞的形象，表達出「大家都很開心」的訊息。本曲發表後曾多次成為樂隊現場演出完畢後的安可曲。

## 收錄内容
| CD   | CD                                          | CD       | CD       | CD                        | CD   |
| 曲序 | 曲目                                        |          | 作曲     | 编曲                      | 时长 |
| ---- | ------------------------------------------- | -------- | -------- | ------------------------- | ---- |
| 1.   | 氣息（）                                    | 新藤晴一 | 岡野昭仁 | tasuku、Porno Graffitti   | 5:08 |
| 2.   | 水母（）                                    | 岡野昭仁 | 岡野昭仁 | tasuku、Porno Graffitti   | 4:24 |
| 3.   | Laila（）                                   | 新藤晴一 | 新藤晴一 | 宗本康兵、Porno Graffitti | 4:42 |
| 4.   | 氣息 (instrumental)（；期間限定生產盤附贈） | 新藤晴一 | 岡野昭仁 | tasuku、Porno Graffitti   | 5:08 |

| 初回生產限定盤附屬DVD | 初回生產限定盤附屬DVD                   |
| 曲序                  | 曲目                                    |
| --------------------- | --------------------------------------- |
| 1.                    | ROCK IN JAPAN FESTIVAL 2017（現場映像） |

| 期間限定生產盤附屬DVD | 期間限定生產盤附屬DVD                                      |
| 曲序                  | 曲目                                                       |
| --------------------- | ---------------------------------------------------------- |
| 1.                    | 《劇場版 精靈寶可夢 我們的故事》 short movie with 〈氣息〉 |